# Dendrokingstonia nervosa
Dendrokingstonia nervosa är en kirimojaväxtart som först beskrevs av Joseph Dalton Hooker och Thomas Thomson, och fick sitt nu gällande namn av Stephan Rauschert. Dendrokingstonia nervosa ingår i släktet Dendrokingstonia och familjen kirimojaväxter. Inga underarter finns listade i Catalogue of Life.